# Xenanthura orientalis
Xenanthura orientalis är en kräftdjursart som beskrevs av Barnard 1935. Xenanthura orientalis ingår i släktet Xenanthura och familjen Hyssuridae. Inga underarter finns listade i Catalogue of Life.